# Zhang Yi
Zhang Yi (Chengdu, 30 de enero de 1987) es una deportista china que compite en triatlón. Ganó una medalla de plata en el Campeonato Asiático de Triatlón de 2019 en la prueba de relevo mixto.

## Palmarés internacional
| Campeonato Asiático | Campeonato Asiático      | Campeonato Asiático | Campeonato Asiático |
| Año                 | Lugar                    | Medalla             | Prueba              |
| ------------------- | ------------------------ | ------------------- | ------------------- |
| 2019                | Gyeongju (Corea del Sur) | Medalla de plata    | Relevo mixto        |